# Allenatori dell'Associazione Calcistica Perugia Calcio

Guido Mazzetti, l'allenatore con più panchine assolute in biancorosso.

Questa voce raccoglie le informazioni riguardanti gli allenatori dell'Associazione Calcistica Perugia Calcio.

## Storia
In più di un secolo di storia societaria dal 1905 a oggi, alla guida del Perugia, società calcistica italiana con sede nell'omonimo capoluogo umbro, si sono avvicendati oltre una cinquantina di allenatori; la maggior parte di loro pescati nel bel paese, e una manciata provenienti da paesi esteri quali Ungheria (4), Cecoslovacchia e Jugoslavia (1 a testa). Nel suo primo ventennio di vita il sodalizio non annoverò una tale figura all'interno del proprio organico: il primo tecnico biancorosso a tutti gli effetti nonché il primo straniero, Emerich Hermann, arrivò solo nel 1929, chiamato in Umbria nel momento in cui la cosiddetta "scuola danubiana" di cui era esponente godeva in Europa della massima popolarità.

Ilario Castagner, tecnico del Perugia dei miracoli e pluripresente in Serie A.

Tra le più importanti parentesi tecniche del club, nella prima metà degli anni 1930 ci furono quelle di András Kuttik (1932-1933) e Cesare Migliorini (1933-1935); il primo portò per la prima volta i grifoni in Serie B, mentre il secondo raggiunse l'apice del primo ciclo vincente della storia perugina, sfiorando l'approdo in massima categoria. Non possono essere dimenticate le varie epoche di Ilario Castagner (1974-1980, 1993-1995 e 1998-1999), ricordato soprattutto per essere stato l'allenatore di quella squadra "dei miracoli" che, nel corso degli anni 1970, accompagnò alla prima promozione in Serie A del 1975 e al secondo posto in massima categoria, il miglior piazzamento assoluto del club nei campionati nazionali, del 1979 – con il conseguimento di uno storico record d'imbattibilità –; Castagner è anche il biancorosso che ha messo a referto più panchine in massima categoria (170). Serse Cosmi, alla guida della formazione della sua città nei primi anni 2000 (2000-2004), e nuovamente dal 2020, oltre a essere protagonista della seconda avventura del Perugia in A è stato fin qui l'unico capace di portarlo, nel 2003, alla vittoria continentale di un trofeo dell'UEFA, la Coppa Intertoto; sempre nello stesso anno Cosmi spinse i biancorossi al miglior risultato di sempre in Coppa Italia, raggiungendo le semifinali.

Serse Cosmi è l'unico ad aver vinto un trofeo confederale, la Coppa Intertoto 2003, alla guida dei grifoni.

Il più longevo allenatore del club rimane tuttora Guido Mazzetti il quale, a periodi alterni, ricoprì l'incarico per quattordici stagioni dal 1950 al 1972; tra le altre cose, fu colui che nel 1967 riportò la società tra i cadetti, dopo ben diciannove anni trascorsi nelle serie minori. Le tante annate in biancorosso hanno inoltre contribuito a fare di Mazzetti il tecnico più presente nella storia della B (626) nonché quello dei grifoni con più panchine nella medesima categoria (192). Di rilievo anche i trascorsi di Mario Malatesta (1945-1946 e 1949-1950), Mario Colautti (1986-1989), Pierfrancesco Battistini (2010-2012) e Andrea Camplone (2012-2015), tutti vincitori di campionati e coppe durante la loro militanza perugina; Battistini, in particolare, nella stagione 2010-2011 diede nuovo impulso alla storia del club riportandolo nel calcio professionistico.
Tra gli altri, Giovanni Galeone fu l'allenatore, nel 1997, della seconda promozione in A, mentre le 34 panchine perugine maturate da Carlo Mazzone nell'annata 1999-2000 hanno concorso a fare del tecnico romano il più presente (792) nella storia della massimo campionato italiano. In ambito confederale, Castagner e Cosmi sono i soli ad aver guidato i grifoni in una delle principali competizioni continentali, rispettivamente nelle annate 1979-1980 e 2003-2004, in entrambe le occasioni in Coppa UEFA. Infine ancora Castagner, assieme a Battistini, sono gli unici a essere stati premiati con riconoscimenti individuali, a livello nazionale, durante il loro lavoro a Perugia – il primo con il Seminatore d'oro della FIGC quale miglior allenatore della Serie A 1978-1979, e il secondo con la Panchina d'argento dell'AIAC come miglior tecnico della Seconda Divisione 2011-2012.

## Lista degli allenatori
Di seguito l'elenco degli allenatori del club dall'anno della fondazione fino a oggi.
- 1905-1929 Non presente
- 1929-1930  Emerich Hermann
- 1930-1932 ...
- 1932-1933  András Kuttik
- 1933-1935  Cesare Migliorini
- 1935-1940 ...
- 1940-1941  Sándor Peics
- 1941-1943  Ferenc Hirzer
- 1943-1945 ...
- 1945-1946  Mario Malatesta
- 1946-1950 ...
- 1949-1950  Mario Malatesta
- 1950-1955  Guido Mazzetti
- 1955-1956  Mario Stua
- 1956-1957  Guido Mazzetti
- 1957-1958  Guido Mazzetti e  Július Korostelev
- 1958-1960  Egizio Rubino
- 1960-1962  Guido Mazzetti
- 1962-1963  Cesare Meucci
- 1963-1964  Aroldo Collesi
- 1964-1965  Domenico Bosi e  Zeffiro Furiassi
- 1965-1972  Guido Mazzetti
- 1972-1973  Egizio Rubino, poi  Elio Grassi (18ª)
- 1973-1974  Costanzo Balleri, poi  Leandro Remondini (18ª)
- 1974-1980  Ilario Castagner
- 1980-1981  Renzo Ulivieri, poi  Giampiero Molinari (16ª)
- 1981-1982  Gustavo Giagnoni
- 1982-1983  Aldo Agroppi
- 1983-1984  Giampiero Vitali
- 1984-1985  Aldo Agroppi
- 1985-1986  Massimo Giacomini, poi  Giampiero Molinari (28ª)
- 1986-1987  Massimo Roscini, poi  Pierluigi Frosio, poi  Mario Colautti
- 1987-1989  Mario Colautti
- 1989-1990  Ferruccio Mazzola, poi  Marcello Neri
- 1990-1991  Paolo Ammoniaci
- 1991-1992  Paolo Ammoniaci, poi  Giuseppe Papadopulo, poi  Adriano Buffoni
- 1992-1993  Adriano Buffoni, poi  Walter Novellino, poi  Ilario Castagner
- 1993-1994  Ilario Castagner
- 1994-1995  Ilario Castagner, poi  Mauro Viviani (26ª)
- 1995-1996  Walter Novellino, poi  Diego Giannattasio, poi  Giovanni Galeone
- 1996-1997  Giovanni Galeone, poi  Mauro Amenta (15ª), poi  Nevio Scala (16ª)
- 1997-1998  Attilio Perotti, poi  Alberto Bigon (9ª), poi  Attilio Perotti (17ª), poi  Ilario Castagner (28ª)
- 1998-1999  Ilario Castagner, poi  Vujadin Boškov (21ª)
- 1999-2000  Carlo Mazzone
- 2000-2004  Serse Cosmi
- 2004-2005  Stefano Colantuono
- 2005-2006  Vincenzo Patania, poi  Paolo Stringara
- 2006-2007  Corrado Benedetti, poi  Marco Cari (7ª)
- 2007-2008  Antonello Cuccureddu, poi  Salvatore Matrecano, poi  Antonello Cuccureddu
- 2008-2009  Paolo Indiani, poi  Giovanni Pagliari, poi  Maurizio Sarri, poi  Giovanni Pagliari
- 2009-2010  Giovanni Pagliari, poi  Marco Zaffaroni, poi  Carlo Antonio Buzzi
- 2010-2012  Pierfrancesco Battistini
- 2012-2013  Pierfrancesco Battistini, poi  Andrea Camplone (11ª)
- 2013-2014  Cristiano Lucarelli, poi  Andrea Camplone (1ª)
- 2014-2015  Andrea Camplone
- 2015-2016  Pierpaolo Bisoli
- 2016-2017  Cristian Bucchi
- 2017-2018  Federico Giunti, poi  Roberto Breda (12ª-41ª), poi  Alessandro Nesta (42ª e play-off)
- 2018-2019  Alessandro Nesta
- 2019-2020  Massimo Oddo, poi  Serse Cosmi (20ª-35ª), poi  Massimo Oddo (36ª-38ª e play-out)
- 2020-2021  Fabio Caserta
- 2021-2022  Massimiliano Alvini
- 2022-2023  Fabrizio Castori, poi  Silvio Baldini (7ª-9ª), poi  Fabrizio Castori (10ª-38ª)
- 2023-2024  Francesco Baldini, poi  Alessandro Formisano (19ª-38ª e play-off)
- 2024-2025  Alessandro Formisano, poi  Lamberto Zauli (12ª-27ª), poi  Vincenzo Cangelosi (28ª-)

## Record

### Presenze in partite ufficiali
| Serie A 1. Ilario Castagner: 170 (1975-1980; 1998-1999) | Serie B 1. Guido Mazzetti: 192 (1967-1972) |

## Riconoscimenti
Sono qui riportati i nominativi degli allenatori militanti nel club destinatari di riconoscimenti conferiti dagli organismi calcistici nazionali.

### A livello nazionale
| Seminatore d'oro * - 1978-1979 - Ilario Castagner | Panchina d'argento di Seconda Divisione ** - 2011-2012 - Pierfrancesco Battistini |

(*) Trofeo assegnato dalla Federazione Italiana Giuoco Calcio (FIGC) dal 1955 al 1990 al miglior allenatore del calcio italiano.

(**) Trofeo assegnato dall'Associazione Italiana Allenatori Calcio (AIAC) dal 2007 al 2014 al miglior allenatore del campionato italiano di Lega Pro Seconda Divisione.